# Partit Radical (Luxemburg)
El Partit Radical fou un partit polític a Luxemburg dirigit per Marcel Cahen.

## Història
El partit va ser format per Cahen el 1928 després d'haver-se'n retirat del Partit Radical Socialista. El partit no es va presentar a les eleccions parcials finals d'aquest any, però el seu un escó no entrava en l'elecció. A les eleccions legislatives luxemburgueses de 1931 va guanyar dos escons. L'any 1934 es va fusionar amb el Partit Radical Socialista per formar el Partit Radical Liberal.